# Velleius
Velleius – rodzaj chrząszczy z rodziny kusakowatych i podrodziny kusaków.
Rodzaj ten został wprowadzony w 1819 roku przez Williama Elforda Leacha.
Chrząszcze o wydłużonym, z przodu szerokim ciele. Głowę mają o skroniach na całej długości od spodu odgraniczonych ostrą listewką, wyposażoną w czułki o pierwszych członach znacznie krótszych niż dwa następne razem wzięte, trzecich członach znacznie dłuższych od poprzednich, a od czwartego członu rozszerzonych i piłkowanych. Aparat gębowy cechują warga górna o przedniej krawędzi szeroko wykrojonej, żuwaczki z podwójnym zębem na krawędzi wewnętrznej oraz smukłej budowy głaszczki. Przedtułów cechuje się wydłużonymi epimerami trójkątnego kształtu i silnie spłaszczonymi brzegami szerokiego przedplecza. Powierzchnia tarczki jest punktowana. Przednia para odnóży ma u obu płci silnie rozszerzone stopy. Stopy odnóży tylnych mają pierwszy człon tak długi jak trzy następne razem wzięte, a ostatni tak długi jak trzy poprzednie razem wzięte.
Przedstawiciele rodzaju występują w krainie palearktycznej. W Polsce występuje tylko Velleius dilatataus (zobacz też: kusakowate Polski)
Należy tu 8 opisanych gatunków:
- Velleius amamiensis Watanabe, 1990
- Velleius circumipectus Cho, 1996
- Velleius dilatatus (Fabricius, 1787)
- Velleius elongatus Naomi, 1986
- Velleius japonicus Watanabe, 1990
- Velleius pectinatus Sharp, 1874
- Velleius setosus Sharp, 1889
- Velleius simillimus Fairmaire, 1891